# 陈慧侬
陈慧侬（1940年2月—2023年1月5日），女，汉族，广东南海人，中国中医妇科学家，广西中医药大学第一附属医院主任医师，教授，博士生导师，首届全国名中医。